# Богдан Дунђерски
Богдан Дунђерски (Србобран, 1861 — Бечеј, 1. новембар 1943) био је српски велепоседник, народни посланик и добротвор.

## Породица Дунђерски
Крајем 17. века, из херцеговачког села Вишњица крај Гацка, бежећи од Турака преци Дунђерских стигли су у Аустроугарску. Као првог Дунђерског у Сентомашу, касније Србобрану, породично предање памти Аврама и његова три сина Арона, Гедеона „Гецу” (право име му је било Јован) и Нестора. Према свећењу цркве Светог Ђорђа 1807. године у ондашњем Сентомашу крштен је Гедеон „Геца” Дунђерски. Име је добио по тадашњем епископу бачком Гедеону Петровићу. Породицу је издвојио од осталих у Србобрану. Отворен је био за све што је ново и добро у пословању и то је примењивао на својим имањима. Јако дуго је инсистирао да породица буде на окупу. Имао је три сина: Александра „Шандора”, Новака и Лазара.
Дунђерски су изузетни и у својем времену, а и данас. Пре свега по чистоти свог богатства а и великој успешности располагању тим богатством. Важили су за најугледнију и најимућнију породицу у Бачкој, а можда и у целој Војводини.

### Старобечејска грана Дунђерских
Најстарији син Гедеона „Геце” Дунђерског, Александар „Шандор”, зачетник је старобечејске гране Дунђерских. Александар је имао четири сина: Богдана, Јашу, Данчику и Лазара.

## Биографија
Богдан Дунђерски је рођен у другом браку свог оца Александра „Шандора” и Елзе. 
После завршена четири разреда средње школе, завршио је Пољопривредну школу у Бечу. Стекао је солидно образовање и научио немачки језик, што је уз породични трговачки ген било довољно да удвостручи наслеђено имање. Имао је велике поседе у Србобрану и Старом Бечеју. Један од ретких Дунђерских који никада није желео да се бави трговином и индустријом, већ је у потпуности био посвећен својим поседима.
Са братом Јашом узео је у закуп 1900. године патријаршијски рит у Горњем Ковиљу. Поседовао је познату ергелу коња. Са братом Јашом помиње се као једна од личности против којих су били уперени жетелачки штрајкови 1900. када је већи број жетелаца похапшен. Подигао је дворац код Старог Бечеја, са капелом, у којој је његов пријатељ Урош Предић насликао иконе, а Ђорђе Јовановић израдио у барељефу Богданов лик и лик Уроша Предића. Посланик у Угарском сабору био је од 1911. до 1918. године. Биран је у Старом Бечеју на владиној листи. За време мађарске окупације постављен је за посланика (1942—1943). Умро је у свом дворцу код Старог Бечеја и сахрањен у маузолеју крај дворца.
Био је беспрекорни господин, образован, отмен и самоуверен, али и велики боем. С једнаком страшћу је волео коње, вино, лепе жене и своју православну отаџбину, Србију.
Поштовао је уметност, подржавао је донацијама, и радо куповао у Бечу и другим европским престоницама вредне примерке којима је улепшао свој дворац.
Створио је једну од највећих и најславнијих ергела коња, највећу ергелу у тадашњој Аустроугарској, са око 1.400 првокласних коња. Име најславнијег од њих (иначе потомка можда најпознатијег тркачког грла свих времена Казанове из оближње ергеле Зобнатица) данас има његов чудесни дворац – Фантаст. 
Никада се није оженио, нити је имао званичног порода. Његов живот су обележиле две жене. Прва је Мара Дињашки Ђалинац из Мола. Била је вереница ковача на Богдановом имању. Откупио ју је за 21 јутро земље. Мара Ишпануша, што је мађарски назив за управника имања, обављала је посао домаћице на имању Дунђерског. Умрла је 1940. и сахрањена на сеоском гробљу у Молу. Друга Богданова љубав, Марица Пискор из Зирија код Копривнице, била је Мађарица господске крви. Живела је и радила као домаћица у Богдановој старобечејској кући на Карађорђевом тргу број 2. У тој кући је остала до краја живота. Тестаментом јој је оставио легат који би његов универзални наследник требало годишње да исплаћује Мари.

## Дворац Фантаст
Имање Гинтеров салаш поред старог Иђошког пута Богдан је наследио. На половини поседа налази се једна од наших најстаријих ергела. Имао је 40 помоћних зграда на свом имању. Дворац са четири куле од којих је северна највећа, изграђен је пред Први светски рат. Зидан је у више фаза, а завршен је 1925. године. Торањ и четири угаоне куле направљени су у стилу неоготике, а свечана сала и оба улаза урађени у неокласицистичком стилу.
Лепота здања је баш у тој мешавини неоготског стила, класицизма и маштовитих детаља које је власник уочио и донео са далеких путовања, из посета пештанским и бечким дворовима. На своју раскошну палату Богдан је додао још и детаље италијанске градитељске елеганције.
 
Да би његова оаза баш по свему одисала оригиналношћу, довезао је издалека егзотичне животиње, међу којима је било и муфлона. И сокола који је са његовог рамена, са торња замка надгледао посед коме се крај ни одатле, са те највише тачке у равници није могао догледати.
Данас „једино су зидови и врата остали аутентични. Од раскошног намештаја, уметничких слика, накита није остало ништа. После ослобођења 1945. године, теписи, кристални лустери и сребрњаци, однети су у непознатом правцу, а у дворац су пуштене овце. Тако је под и део зида био потпуно уништен. Цркви је била намењена судбина електричне централе али је Урош Предић упутио једно писмо Моши Пијаде након чега је црквено здање било „само” закључано. На улазу у дворац налазила се велика табла са натписом да КПЈ Бечеја дворац поклања народу.
Дворац Фантаст је уз све пратеће објекте претворен у хотел са 12 двокреветних соба, два апартмана, две конференцијске и свечаном салом а у подруму дворца је ресторан. Капела је поново освештана, организују се крштења и венчања која су омиљена на овом романтичном месту.”

## Капела Светог Ђорђа
Богданово градитељско надахнуће није се истрошило на замку. Чим је та раскошна грађевина завршена, одлучио је да у непосредној близини сагради и место за свој вечни починак. Др Георгије Летић, администратор Карловачке митрополије, издао му је дозволу за изградњу капеле у неовизантијском стилу по нацрту градитеља Јосипа Крауса. Темељи капеле освећени су 1920, када је Богдану било 59 година. 
Предић и Дунђерски упознали су се у Старом Бечеју док је Предић радио иконостас у старобечејској православној цркви. Сличних погледа на свет и сличног сензибилитета сликар и велепоседник су убрзо постали пријатељи. Када је Богдан хтео да сазида капелу на свом имању, Предић је урадио не само свој део посла, који се односи на израду иконостаса, већ је налазио и архитекте, мајсторе, уговарао послове са фабриком за израду мозаика, банком, преговарао са патријархом. Њихово пријатељство трајаће више од пола века. Сведочанство тог пријатељства су писма из којих видимо једно крајње искрено пријатељство и дивљење међу људима. Без суревњивости су се они поштовали, дивили један другом. 
„На мојем салашу саградио сам једну цркву украшену уметничким радом мојег доброг пријатеља, академског српског сликара, Уроша Предића. Моја је жеља, те према овој наређујем, да се на мојем салашу у мојој костурници узиданој у самој цркви сахраним. Како је мој пријатељ Урош Предић још за свог живота изразио жељу, да буде у тој цркви и Он сахрањен то молим Матицу Српску да изврши моју жељу, а и жељу Уроша Предића...”

## Политичко ангажовање
Богдан је између 1910-1918. године био посланик на Угарском сабору у Будимпешти. У писмима упућеним Урошу Предићу поверава се да је од људи сумњивог карактера оцрњен код власти као мађарон и антидржавни елемент, и као такав стављен је и месецима држан под полицијским надзором. Верује да је то зато што је као посланик у Угарском сабору штитио српске елементе. Несрећа је што њега политика никада није занимала. Био је родољуб али не политичар. Није припадао ниједној политичкој опцији. Занимало га је да учини оно што може за Србе у тим временима. Кажу да Богдан Дунђерски никада није држао говор, никада се није јављао за реч у Сабору. Оно што је радио у Првом светском рату и у Другом светском рату је оно што је он сматрао да је исправно. Сматрао је да тај положај у Сабору не служи да он говори о неким својим визијама како треба да се води политика и држава. Он се борио за сваки људски живот. Посланик Угарског Парламента Милан Поповић му пише: „Јуче у подне посетио сам старешину државног тужилаштва Владислава Егерда и распитао се за сегедински затвор. Сем тог, он ми је рекао да има наших људи у затвору Вацу и у оном у Пешти.” Богдан је ишао буквално од затвора до затвора и свој положај је користио да би добио дозволу за улазак у затвор. Он је породицама јављао где је нашао њихове чланове, борио се да не буду убијани, затварани без икаквог реда. О томе јавност није обавештавана, нити му је ико на томе честитао, то је био велики ризик.
Године 1941, Бачка је поново враћена Мађарској, а Богдан је постао посланик у мађарском Сабору. Многи су га критиковали због тога. 
Српске цркве су у то време, у време Другог светског рата, биле запечаћене, а он је добијао дозволе да отвори те цркве. Примао је људе и записивао њихове жеље, коме је нешто узето, коме је нешто ускраћено, ко је физички малтретиран и онда је то покушавао да разреши. Тихо, без икакве помпе, без икакве публике.

## Легат
Својом вољом је написао два тестамента. Први 1918. године, а други 1940. године након Марине смрти и након низа неспоразума са државним и црквеним властима када му је аграрном реформом одузет велики део земље. Своје преостало имање је завештао Матици српској као залог за стицање знања будућим генерацијама, две куће у Бечеју, 342 катастарска јутра земље са каштелом и капелом и 26 771 пенга, са жељом да се на његовом добру оснује пољопривредна академија. „Пошто немам од срца свог законитог порода, то као Србин православне вере желим да свој православни народ како духовно, тако и материјално потпомогнем у крајевима Војводине те зато завештавам и остављам сав свој покретан и непокретан иметак за вечита времена Матици српској у Новом Саду са изричитом жељом и наредбом да се из тог иметка оснује заклада која ће носити име моје, Заклада Богдана Дунђерског, бившег велепоседника старобечејског и србобранског.” На Факултету за пољопривредну наставу би сиромашни српски студенти изучавали пољопривреду, економију и све то могли у пракси да испробају. Он је оставио новац за професоре, за лекара, за свештеника, за огрев, храну, становање, и џепарац тим студентима, који би за 3, 4 године требало то да заврше и постану стручни за оно што је за Војводину најбитније: економија и пољопривреда. На тај начин хтео је да допринесе националном, просветном и привредном јачању Срба. Пошто је земља дошла под удар аграрне реформе, а нешто касније су национализоване и куће, задужбина је заживела са готовином и покретностима у вредности 794 870 динара. Фондација је статутом намењена за стипендирање студената пољопривредног факултета.